# Symfonie nr. 5 (Weinberg)
Mieczysław Weinberg voltooide zijn Symfonie nr. 5 opus 76 in f mineur in 1962.
Weinberg wordt vaak omschreven als de favoriete leerling van Dmitri Sjostakovitsj, zonder dat ooit geweest te zijn. Wel overlegden de twee Russische componisten regelmatig over hun werken. De gelijkenis tussen de muziek van die twee komt goed tot uiting in deze vijfde symfonie van Weinberg:
- Weinberg wisselt net als Sjostakovitsj vol georkestreerde orkestpassages af met passages, die beter omschreven kunnen worden als kamermuziek, soms tot een eenzame solist beperkt;
- beiden wisselen melodieuze gedeelten uit de romantiek af met gedeelten die meer in te delen zijn in de klassieke muziek van de 20e eeuw
- beiden wisselen (op)gejaagde gedeelten af met fragmenten waarbij de muziek tot stilstand komt;
- toepassing van een celesta in een verstild slot.
- Weinberg verschilt van Sjostakovitsj in het weglaten van scherp ironische en sinistere passages; het klinkt allemaal net iets lieflijker;

Weinberg hield zich aan de vierdelige opzet van de klassieke symfonie met een scherzo en serieus deel in het midden:
- Allegro moderato
- Adagio sostenuto
- Allegro
- Andantino

De symfonie is opgedragen aan dirigent Kirill Kondrasjin, die leiding gaf aan het Filharmonisch Orkest van Moskou tijdens de eerste uitvoering in 1962. 
Nr. 1 · Nr. 2 · Nr. 3 · Nr. 4 · Nr. 5 · Nr. 6 · Nr. 7 · Nr. 8 · Nr. 9 · Nr. 10 · Nr. 11 · Nr. 12 · Nr. 13 · Nr. 14 · Nr. 15 · Nr. 16 · Nr. 17 · Nr. 18 · Nr. 19 · Nr. 20 · Nr. 21 · Nr. 22